# 2369 Чехов
2369 Чехов (2369 Chekhov) — астероїд головного поясу, відкритий 4 квітня 1976 року.
Тіссеранів параметр щодо Юпітера — 3,329.